# Gabriele Preuß
Le titre de cet article contient le caractère allemand ß. S'il n'est pas disponible ou n'est pas souhaité, le nom peut être représenté comme Preuss.
Pour les articles homonymes, voir Preuß.
Gabriele Preuß, née le 27 septembre 1954 à Dortmund, est une femme politique allemande.